# Geschäftsordnungsantrag

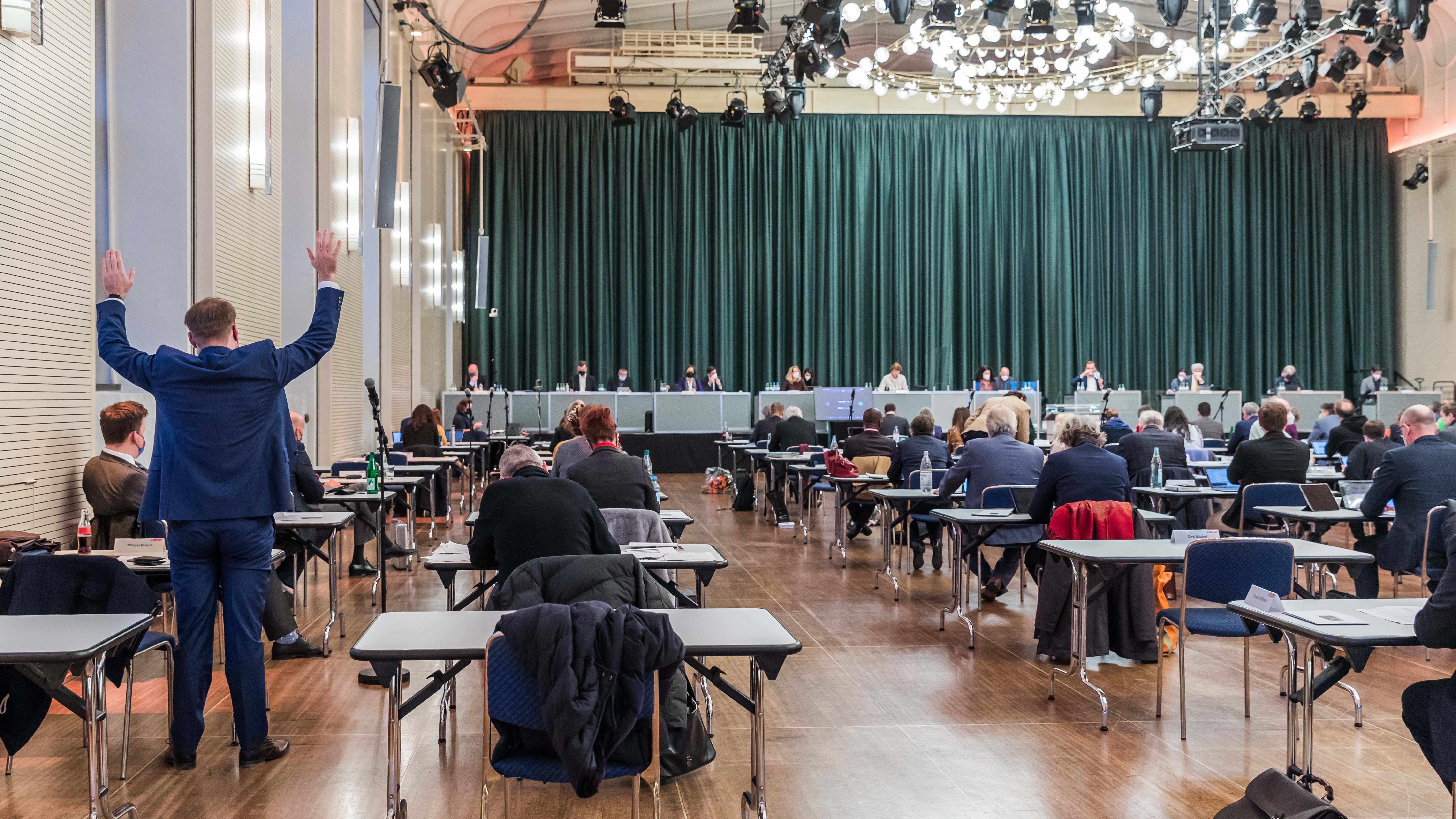
Ein Ratsmitglied der Stadt Köln hat in der Stadtratsitzung zwei Hände gehoben, um anzuzeigen, dass er einen Geschäftsordnungsantrag stellen möchte.

Ein Geschäftsordnungsantrag, in der Schweiz ein Ordnungsantrag, ist bei Kollegialorganen der von stimmberechtigten Mitgliedern gestellte und auf der Geschäftsordnung beruhende Antrag zum Ablauf oder zur Tagesordnung bzw. Traktandenliste.

## Deutschland
In der Geschäftsordnung sind sämtliche Regelungen zusammengefasst, die den Ablauf einer Sitzung betreffen. Generell können in Sitzungen Anträge von den Mitgliedern eingebracht werden, die entweder Sachanträge oder Geschäftsordnungsanträge darstellen. Während Sachanträge eine materielle Entscheidung zu dem zur Beratung anstehenden Sachverhalt herbeiführen sollen, bezieht sich der Geschäftsordnungsantrag auf formale Verfahrensfragen. Der Geschäftsordnungsantrag ist das Begehren, das laufende Verfahren in einer in der Geschäftsordnung festgelegten Weise zu beeinflussen.
Sämtliche Gremien, bei denen die Sitzung auf einer Geschäftsordnung beruht und die Abstimmungen zum Inhalt haben, können auch Geschäftsordnungsanträge vorsehen. Dazu gehören insbesondere Parlamente, politische Parteien, Betriebsversammlungen, Hauptversammlungen oder Mitgliederversammlungen.
Am bekanntesten ist der Geschäftsordnungsantrag im Bundestag. Gemäß § 29 Abs. 1 Geschäftsordnung des Deutschen Bundestages erteilt zu einem Geschäftsordnungsantrag der Präsident des Deutschen Bundestages vorrangig das Wort. Der Antrag muss sich auf den zur Beratung stehenden Verhandlungsgegenstand oder auf die Tagesordnung beziehen.
In den Gemeindeordnungen sind insbesondere Geschäftsordnungsanträge auf Schluss der Aussprache, Schluss der Rednerliste, Verweisung an einen Ausschuss, Unterbrechung, Vertagung, Ausschluss oder Wiederherstellung der Öffentlichkeit, namentliche oder geheime Abstimmung vorgesehen.

## Österreich
Österreich kennt die Möglichkeit, Anträge zu einem bestimmten Tagesordnungspunkt sowie Anträge zur Geschäftsordnung im Hinblick auf den prozessualen Sitzungsverlauf wie etwa den Antrag auf Ausschluss der Öffentlichkeit oder den Antrag auf Vertagung des Gegenstandes zu stellen. Sie werden wie Gesetzentwürfe behandelt.

## Schweiz
In den beiden Kammern der schweizerischen Bundesversammlung (Nationalrat und Ständerat) betreffen Ordnungsanträge das Verfahren, beispielsweise den Abbruch der Beratungen, die Änderung der Traktandenliste oder das Rückkommen auf einen bestimmten Artikel des Geschäfts. Sie können jederzeit eingereicht werden und werden vom Rat in der Regel sofort behandelt (Art. 76 Abs. 2, 3 und 3bis ParlG). Ordnungsanträge können von Ratsmitgliedern, Fraktionen, Kommissionen und dem Bundesrat eingereicht werden.

## Weitere Länder
Im britischen Unterhaus (englisch House of Commons) musste bis 1998 jemand, der einen Geschäftsordnungsantrag (englisch point of order) stellen wollte, einen Hut tragen. Diese besondere Kleidungsvorschrift ist seitdem entfallen.
Gemäß Art. 184a Geschäftsordnung des Europäischen Parlaments (GOEP) können Mitglieder das Wort erhalten, um den Präsidenten auf einen Verstoß gegen die Geschäftsordnung hinzuweisen. Eine Wortmeldung zur Geschäftsordnung hat Vorrang vor allen anderen Wortmeldungen oder Anträgen zum Verfahren. Nach Art. 185 GOEP haben Wortmeldungen zu folgenden Anträgen zum Verfahren Vorrang vor anderen Wortmeldungen:
- der Antrag auf Unzulässigerklärung eines Beratungsgegenstands (Art. 187 GOEP),
- der Antrag auf Rücküberweisung an einen Ausschuss (Art. 188 GOEP),
- der Antrag auf Schluss der Aussprache (Art. 189 GOEP),
- der Antrag auf Vertagung der Aussprache oder Abstimmung (Art. 190 GOEP) oder
- der Antrag auf Unterbrechung oder Schluss der Sitzung (Art. 191 GOEP).

Im US-amerikanischen Repräsentantenhaus (englisch House of Representatives) weist die House Rule I, clause 5 dem Sprecher (englisch speaker) das alleinige Entscheidungsrecht über Geschäftsordnungsanträge zu. Er unterbricht das Verfahren, bis der Sprecher über die Gültigkeit der Behauptung entschieden hat. Ein derartiger Geschäftsordnungsantrag ist der Sache nach ein Einspruch (englisch objection), mit dem gerügt wird, dass die anstehende Frage oder Verfahrensweise eine Verletzung der Geschäftsordnung darstellt.